# John Sinclair (muzyk)
John Sinclair jest brytyjskim keyboardzistą który współpracował z takimi zespołami jak The Babys, Heavy Metal Kids, Savoy Brown, The Cult, aczkolwiek największą popularność zyskał w czasie współpracy z Uriah Heep oraz z Ozzy Osbournem.

## Dyskografia

### Wraz zThe Babys
- Head First (1978)

### Wraz zBlack Sabbath
- Under Wheels of Confusion

### Wraz zThe Cult
- Pure Cult

### Wraz z Dunmore
- Dunmore

### Wraz z Richard Grieco
- Waiting For The Sky To Fall

### Wraz z Heavy Metal Kids
- Kitsch
- Chelsea Kids
- Dangerous Attraction
- Running All Night
- Trouble In Angel City Lion
- Down To Earth

### Wraz z Uriah Heep
- Abominog (1982)
- Head First (1983)
- Equator (1985)

### Wraz z Ozzy Osbourne'm
- The Ultimate Sin (1986)
- No Rest For The Wicked (1988)
- Just Say Ozzy(live-1989)
- No More Tears (1991)
- Live and Loud (1993)
- The Ozzman Cometh Compilation
- Live at Budokan (live)
- Prince of Darkness Compilation box-set

### Wraz z Cozy Powellem
- The Drums Are Back

### Wraz z Savoy Brown
- Rock 'N' Roll Warriors
- Raw Live 'N Blue

### Wraz z Shy
- Brave The Storm

### Wraz zSpinal Tap
- This Is Spinal Tap

### Wraz z Manson-Inc
- Pilot (2005)